# Jogos Parapan-Americanos de 1999
Os Jogos Parapan-Americanos de 1999 na Cidade do México, México, foi a primeira edição oficial dos jogos para pessoas com deficiência. Antes nas competições, existia um Parapan-Americano para cada tipo de deficiência. Nesta edição todos os tipos foram reunidos e foi o primeiro evento realizado após a criação do Comitê Paralímpico das Américas (APC), criado em 1997. Por isso é considerado como o primeiro Parapan-Americano oficial.

## Países participantes
Esta competição contou com a participação de dezoito países.
| - Argentina - Barbados - Brasil - Canadá - Colômbia - Costa Rica | - Cuba - Chile - El Salvador - Estados Unidos - Honduras - Jamaica | - México - Panamá - Peru - Porto Rico - Uruguai - Venezuela |  |

## Quadro de medalhas
| Pos. | País                 |     |     |    | Total |
| 1    | México (MEX)         | 121 | 105 | 81 | 307   |
| 2    | Brasil (BRA)         | 107 | 69  | 36 | 212   |
| 3    | Argentina (ARG)      | 62  | 48  | 47 | 157   |
| 4    | Estados Unidos (USA) | 24  | 27  | 19 | 70    |
| 5    | Cuba (CUB)           | 18  | 19  | 7  | 44    |
| 6    | Uruguai (URU)        | 11  | 10  | 8  | 29    |
| 7    | Venezuela (VEN)      | 9   | 10  | 11 | 30    |
| 8    | Porto Rico (PUR)     | 8   | 2   | 4  | 14    |
| 9    | Canadá (CAN)         | 4   | 3   | 3  | 10    |
| 10   | Chile (CHI)          | 4   | 2   | 3  | 9     |
| 11   | Peru (PER)           | 3   | 4   | 4  | 11    |
| 12   | Jamaica (JAM)        | 3   | 2   | 1  | 6     |
| 13   | Colômbia (COL)       | 2   | 6   | 4  | 12    |
| 14   | Costa Rica (COS)     | 1   | 1   | 1  | 3     |
| 15   | El Salvador (ESA)    | 1   | 1   | 0  | 2     |